# The アイシテル
「The アイシテル」（ジ・アイシテル）は、氣志團の通算11枚目のシングル。

## 概要
前作から約1年ぶりのシングルで、「KISHIDAN」名義でのリリースとなった。東芝EMI（現・EMIミュージック・ジャパン）在籍時では最後のシングル。
このシングルとアルバム『SIX SENSES』以降、次作「さよなら世界/おまえだったんだ」まで三年間に渡り、リリースが途絶えることになる。
PVにはメンバーに扮した外国人が出演し、メンバー自身は一切出演していない。

## 収録曲

### CD
1. The アイシテル
  - 作詞・作曲：綾小路翔／編曲：KISHIDAN

2006年8月26、27日に開催された「氣志團万博2006`極東NEVER LAND`」テーマ・ソング
2. NEVER LAND
  - 作詞・作曲：星グランマニエ／編曲：KISHIDAN

## 収録アルバム
The アイシテル
- オリジナル（アルバムバージョンにて収録）『SIX SENSES』（2007年3月28日）
- ベスト『KISHIDAN GRATEFUL EMI YEARS 2001-2008房総魂〜SONG FOR ROUTE127〜』（2008年6月11日）

NEVER LAND
- ベスト『KISHIDAN GRATEFUL EMI YEARS 2001-2008房総魂〜SONG FOR ROUTE127〜』（2008年6月11日）